# Список заслуженных артистов Российской Федерации 2002 года
Ниже приведён полный список заслуженных артистов Российской Федерации (314) получивших звание в 2002 году (жирным шрифтом выделены артисты, ставшие позднее народными артистами РФ).

## 14 января 2002 — Указ № 2002, 0034[1]
- Алтабаев Владимир Ильич — артист капеллы Государственного историко-культурного музея-заповедника «Московский Кремль»
- Алексеев Александр Александрович— артист Московского государственного драматического театра «Сфера»
- Арутюнова Наталья Викторовна — солистка Московского музыкального театр «Геликон»
- Варлашов Вячеслав Владимирович — солист Иркутского областного музыкального театра
- Голуб Людмила Иосифовна — солистка Московской государственной академической филармонии
- Голубенко Валентин Алексеевич — артист кино, город Москва
- Лейбина Ирина Николаевна — солистка Санкт-Петербургского государственного театра «Мюзик-Холл»

## 14 января 2002 — Указ № 2002, 0035[2]
- Аюржанаева Хажидма Бальжинимаевна — артистка оркестра бурятских народных инструментов Бурятской государственной телевизионной и радиовещательной компании
- Буйнов Александр Николаевич — солист регионального общественного благотворительного фонда поддержки эстрадных исполнителей "Центр «АРС», город Москва
- Буланкина Лидия Рафаэльевна — солистка, концертмейстер Тверской академической областной филармонии
- Волков Олег Владимирович — солист агентства «Новый артистический менеджмент», город Москва
- Глазов Евгений Анатольевич — режиссер-постановщик Государственного Кремлевского Дворца, город Москва
- Григоращенко Олег Прокофьевич — солист Тверской академической областной филармонии
- Дворжецкая Нина Игоревна — артистка Российского государственного молодежного театра, город Москва
- Добронравов Фёдор Викторович — артист Российского государственного театра «Сатирикон» имени Аркадия Райкина, город Москва
- Журман Александр Григорьевич — артист Российского государственного театра «Сатирикон» имени Аркадия Райкина, город Москва
- Крылова Ирина Николаевна — артистка Мурманского областного драматического театра
- Кузьмина Елена Львовна — солистка гастрольно-концертного фонда «Руськонцерт», город Москва
- Матикян Рэмир Петросович — преподаватель Государственного училища духовного искусства, город Москва
- Ненашев Валерий Валентинович — артист Российского государственного «Театра на Покровке», город Москва
- Обревко Елена Юрьевна — артистка Саратовского театра кукол «Теремок»
- Редько Евгений Николаевич — артист Российского государственного академического молодежного театра, город Москва
- Серов Сергей Вячеславович — артист Российского государственного академического молодежного театра, город Москва
- Смирнов Валерий Вячеславович — артист Екатеринбургского муниципального театра юного зрителя, Свердловская область
- Тимохина Надежда Васильевна — артистка Московского театра под руководством О. Табакова
- Чарлин-Чиненный Владислав Евгеньевич — солист Саратовского областного театра оперетты

## 31 января 2002 — Указ № 2002, 0116[3]
- Абахова Ирина Юрьевна — артистка муниципального учреждения культуры Дзержинского театра кукол Нижегородской области
- Белоусова Марина Николаевна — доцент Московской государственной консерватории имени П. И. Чайковского
- Брыкина Галина Николаевна — доцент Московской государственной консерватории имени П. И. Чайковского
- Великанова Вера Григорьевна — артистка Краснодарского государственного академического театра драмы имени М. Горького
- Верберг Виктория Арнольдовна — артистка Московского театра юного зрителя
- Виноградова Наталья Диодоровна — доцент Московской государственной консерватории имени П. И. Чайковского
- Громова Татьяна Валерьевна — главный хормейстер Московского музыкального театра «Геликон»
- Дроздова Ольга Борисовна — артистка Московского театра «Современник»
- Жемчужная Ольга Георгиевна — артистка Московского музыкально-драматического цыганского театра «Ромэн»
- Жукова Ольга Михайловна — профессор Московской государственной консерватории имени П. И. Чайковского
- Загребельная Валентина Ефимовна — солистка Московской областной государственной филармонии
- Зуев Вячеслав Адольфович — концертмейтер оперы Челябинского государственного академического театра оперы и балета имени М. И. Глинки
- Ильяшевская Людмила Юрьевна — артистка Московского государственного драматического театра «Сфера»
- Кондулайнен Елена Ивановна — артистка Московского «Театра Луны» под руководством Сергея Проханова
- Корнилова Лилия Насибовна — артистка муниципального учреждения культуры «Новый Художественный театр» города Челябинска
- Метелев Олег Александрович — артист Краснодарского государственного академического театра драмы имени М. Горького
- Михель Валерий Александрович — артист оркестра, ассистент главного дирижера Челябинского государственного академического театра оперы и балета имени М. И. Глинки
- Попова Наталья Алексеевна — артистка Пермского областного театра юного зрителя
- Смирнова Ольга Павловна — артистка Кировского областного драматического театра имени С. М. Кирова
- Суховерко Рогволд Васильевич — артист Московского театра «Современник»
- Титов Александр Николаевич — артист Ульяновской областной филармонии
- Федоров Александр Львович — художественный руководитель — директор Детского музыкального театра юного актера, город Москва
- Филатова Юлия Валерьевна — артистка Российской государственной цирковой компании, город Москва
- Храмцов Андрей Иванович — солист оперы Государственного академического Мариинского театра, преподаватель Санкт-Петербургской государственной консерватории имени Н. А. Римского-Корсакова
- Шехова Лилиана Сергеевна — концертмейстер Московской государственной консерватории имени П. И. Чайковского
- Шишкина Тамара Ивановна — артистка Кемеровского областного театра кукол имени Аркадия Гайдара

## 13 марта 2002 — Указ № 2002, 0278[4]
- Апина Елена Евгеньевна — солистка творческого объединения «Класс» государственного учреждения "Московское государственное концертное объединение «Москонцерт»
- Бальшин Владимир Владимирович — артист ансамбля «Брамс — трио» Московской государственной академической филармонии
- Бачурин Борис Александрович — артист Московского Художественного академического театра имени М. Горького
- Бурдыкина Надежда Михайловна — артистка Национального академического оркестра народных инструментов России имени Н. П. Осипова, город Москва
- Бурко Игорь Владимирович — руководитель джазового ансамбля «Уральский диксиленд» при Челябинском областном общественном фонде культуры
- Васильев Дмитрий Владимирович — артист ансамбля «Брамс — трио» Московской государственной академической филармонии
- Волков Игорь Николаевич — артист Российского государственного академического театра драмы имени А. С. Пушкина, город Санкт-Петербург
- Воронина Наталья Михайловна — солистка концертного объединения «Эстрада» государственного учреждения "Московское государственное концертное объединение «Москонцерт»
- Вяткин Сергей Александрович — солист Свердловского академического театра музыкальной комедии
- Головин Евгений Владимирович — солист концертного объединения «Эстрада» государственного учреждения "Московское государственное концертное объединение «Москонцерт»
- Гусакова Галина Михайловна — артистка Ярославского государственного театрального объединения
- Дралов Павел Алексеевич — солист Свердловского академического театра музыкальной комедии
- Комин Сергей Михайлович — художественный руководитель — главный режиссер общества с ограниченной ответственностью «Агентство фестивальных программ», город Москва
- Косенков Валерий Николаевич — артист Московского Художественного академического театра имени М. Горького
- Макеева Ольга Анатольевна — старший преподаватель Воронежской государственной академии искусств
- Маляров Виктор Иванович — музыкальный руководитель ансамбля русской музыки «Купина» межрегиональной общественной организации «Ассоциация классическое наследие», город Москва
- Мухатдинов Шарифулла Хадиатович — консультант Ассоциации деятелей классической гитары Челябинской областной организации общественной организации «Всероссийское музыкальное общество»
- Рубинштейн Наталия Александровна — артистка ансамбля «Брамс — трио» Московской государственной академической филармонии
- Рябков Владимир Степанович — артист Челябинского государственного областного театра кукол
- Сенин Игорь Илларионович — артист Национального академического оркестра народных инструментов России имени Н. П. Осипова, город Москва
- Талебаровский Валентин Михайлович — артист оркестра Государственной телерадиокомпании «Новосибирск»
- Федунова Наталия Васильевна — артистка Московского детского камерного театра кукол

## 3 апреля 2002 — Указ № 2002, 0316[5]
- Бажина Любовь Ивановна — солистка Оричевского районного центра культуры и досуга Кировской области
- Бобыкин Александр Алексеевич — солист Самарского государственного академического театра оперы и балета
- Гаврилов Владимир Иванович — солист Российского национального оркестра, город Москва
- Гресс Сергей Владимирович — артист, концертмейстер Национального академического оркестра народных инструментов России имени Н. П. Осипова, город Москва
- Дронов Игорь Артурович — доцент Московской государственной консерватории имени П. И. Чайковского
- Жукова Марина Васильевна — солистка оперы Московского театра «Новая опера»
- Иголинский Владислав Григорьевич — профессор кафедры скрипки Московской государственной консерватории имени П. И. Чайковского
- Ильина Марина Павловна — артистка Московского академического театра сатиры
- Ковалева Марина Владимировна — артистка ансамбля «Русская песня» Московского государственного фольклорного центра «Русская песня»
- Козаренко Ирина Анатольевна — солистка балета Иркутского областного музыкального театра
- Кольянова Светлана Алексеевна — солистка оперы Красноярского государственного театра оперы и балета
- Конончук Александр Валерьевич — солист ансамбля «Байкал — дуэт», преподаватель Читинского музыкального училища
- Костромин Михаил Васильевич — артист Государственного академического театра драмы имени В. Савина, Республика Коми
- Кравченко Маргарита Ивановна — доцент Московской государственной консерватории имени П. И. Чайковского
- Кузнецова Елена Ивановна — доцент Московской государственной консерватории имени П. И. Чайковского
- Лопатин Валерий Викторович — артист Государственного академического симфонического оркестра России, город Москва
- Некрасов Владимир Борисович — солист ансамбля «Байкал — дуэт», преподаватель Читинского музыкального училища
- Ненашева Галина Алексеевна — солистка государственного предприятия «Госконцерт», город Москва
- Новиков Андрей Иванович — артист Липецкого государственного академического театра драмы имени Л. Н. Толстого
- Осипова Ирина Викторовна — доцент Московской государственной консерватории имени П. И. Чайковского
- Паранина Евстолия Вадимовна — ведущий концертмейстер Нижегородской государственной консерватории имени М. И. Глинки
- Петухов Михаил Степанович — доцент Московской государственной консерватории имени П. И. Чайковского
- Ревякина Любовь Александровна — артистка Екатеринбургского муниципального театра юного зрителя Свердловской области
- Ростов Валерий Михайлович — артист Омского областного театра юных зрителей
- Савина Ненель Васильевна — художественный руководитель Московского концертного театра «Камелия»
- Селивохина Юлия Витальевна — солистка, концертмейстер Московской государственной академической филармонии
- Семейченко Вячеслав Леонидович — артист Белгородского государственного театра кукол
- Синцев Леонид Николаевич — доцент Санкт-Петербургской государственной консерватории имени Н. А. Римского-Корсакова
- Скопинцева Людмила Алексеевна — солистка творческого объединения «Артист» Саратовской областной филармонии
- Соколоверова Людмила Александровна — концертмейстер Московской государственной консерватории имени П. И. Чайковского
- Солодовник Сергей Яковлевич — доцент Государственного музыкально-педагогического института имени М. М. Ипполитова-Иванова, город Москва
- Суховский Виктор Алексеевич — солист оперы Пермского государственного театра оперы и балета имени П. И. Чайковского
- Сухоруков Виктор Иванович — артист Санкт-Петербургского государственного академического театра комедии имени Н. П. Акимова
- Тертычный Сергей Сергеевич — артист балета государственного учреждения "Ансамбль танца «Казаки России», Липецкая область
- Чотпаева Ольга Григорьевна — артистка Тульского областного театра юного зрителя

## 15 апреля 2002 — Указ № 2002, 0390[6]
- Антоненко Александр Анатольевич — артист Нижегородского государственного академического театра кукол
- Афонина Любовь Александровна — артистка Нижегородского государственного академического театра кукол
- Аюшеев Сергей Эрдынеевич — солист фольклорной группы «Байкал» Бурятской государственной филармонии
- Бешаров Рафаэль Шамильевич — доцент Московского государственного университета культуры и искусств
- Боргардт Александр Петрович — артист Приморской краевой филармонии
- Иванов Владимир Николаевич — солист квартета русских народных инструментов «Парафраз» государственного учреждения культуры "Гастрольно-концертное объединение «Рязаньконцерт»
- Козырев Сергей Валентинович — артист Санкт-Петербургского государственного академического областного Малого драматического театра
- Кораллов Игорь Владимирович — доценту Нижегородской государственной консерватории имени М. И. Глинки
- Курышев Сергей Владимирович — артист Санкт-Петербургского государственного академического областного Малого драматического театра
- Мараногли Евгений Даутович — артист Большого Московского государственного цирка на проспекте Вернадского
- Небольсин Игорь Иванович — артист Тульского областного театра юного зрителя
- Покореева Валентина Николаевна — солистка Челябинского государственного концертного объединения
- Пронин Руслан Михайлович — солист балета Государственного академического Большого театра России, город Москва
- Рожкова (Дружинина) Наталья Петровна — артистка Тульского государственного академического театра драмы
- Рыжикова Маргарита Валентиновна — артистка Орловского государственного театра для детей и молодежи «Свободное пространство»
- Сидоров Анатолий Христианович — доцент Уральской государственной консерватории имени М. П. Мусоргского, Свердловская область
- Стариков Геннадий Николаевич — артист Красноярского государственного театра юного зрителя
- Тягичев Владимир Владимирович — артист Норильского Заполярного театра драмы имени Вл. Маяковского, Красноярский край
- Чипенко Сергей Геннадьевич — музыкальный консультант Московского джаз-ангажемента — МДА Юрия Саульского
- Чирков Евгений Владимирович — солист квартета русских народных инструментов «Парафраз» государственного учреждения культуры "Гастрольно-концертное объединение «Рязаньконцерт»
- Штабной Николай Николаевич — артист Камышинского муниципального драматического театра Волгоградской области

## 27 апреля 2002 — Указ № 2002, 0421[7]
- Беляева Эльмирв Арустамовна — заместитель концертмейстера Академического Большого концертного оркестра имени Ю. В. Силантьева Российского государственного музыкального центра телевидения и радиовещания, город Москва
- Болдырев Андрей Алексеевич — второй концертмейстер Академического Большого концертного оркестра имени Ю. В. Силантьева Российского государственного музыкального центра телевидения и радиовещания, город Москва
- Дубровина Галина Витальевна — артистка Лысьвенского муниципального театра драмы Пермской области
- Иванов Владислав Александрович — солист балета Воронежского государственного театра оперы и балета
- Карпинская Евгения Сергеевна — доцент Московской государственной консерватории имени П. И. Чайковского
- Князьков Андрей Валерьевич — артист государственного учреждения «Санкт-Петербургский Большой театр кукол»
- Козодов Виктор Григорьевич — солист, художественный руководитель ансамбля солистов «Концертино» Московской государственной академической филармонии
- Комиссаренко Елена Евгеньевна — артистка государственного учреждения «Санкт-Петербургский академический театр имени Ленсовета»
- Матвеев Константин Сергеевич — артист театра балета «Кремлевский балет» Государственного Кремлевского Дворца, город Москва
- Мозговой Леонид Павлович — артист государственного концертно-филармонического учреждения «Петербург-концерт», город Санкт-Петербург
- Овчинникова Людмила Юрьевна — артистка Приморского краевого театра кукол
- Попов Константин Вячеславович — преподаватель Международного культурного центра Министерства культуры Российской Федерации, руководитель и дирижер камерного оркестра, профессор консерватории города Алеппо, Сирия
- Проценко Дмитрий Владимирович — артист балета Московского областного государственного театра «Русский балет»
- Псарев Виталий Вениаминович — солист Санкт-Петербургского государственного музыкального театра «Мюзик-холл»
- Ребрий Сергей Николаевич — артист Норильского Заполярного театра драмы имени Вл. Маяковского, Красноярский край
- Репина Татьяна Михайловна — артистка Московского музыкально-драматического цыганского театра «Ромэн»
- Сираева Римма Ахтемьяновна — артистка балета Пермского государственного академического театра оперы и балета имени П. И. Чайковского
- Сологубова Римма Азгаровна — артистка балета Московского областного государственного театра «Русский балет»
- Тарновская Нина Михайловна — артистка государственного учреждения «Санкт-Петербургский Большой театр кукол»
- Толкачев Владимир Николаевич — художественный руководитель джаз-оркестра Новосибирской государственной филармонии
- Устюжанинова Светлана Юрьевна — артистка балета Московского областного государственного театра «Русский балет»
- Фомин Юрий Викторович — солист Государственного театра оперы и балета Республики Коми
- Хадулаев Мутай Хадулаевич — артист оркестра Государственного академического ансамбля танца Дагестана «Лезгинка»
- Хазеев Фаил Файзуевич — профессор Магнитогорской государственной консерватории Челябинской области
- Чепченко Евгений Петрович — артист Большого Московского государственного цирка на проспекте Вернадского
- Чичельницкая Елена Владимировна — доцент Московской государственной консерватории имени П. И. Чайковского
- Яременко Валерий Васильевич — артист Государственного академического театра имени Моссовета, город Москва

## 1 июля 2002 — Указ № 2002, 0678[8]
- Аллегрова Ирина Александровна — солистка Международного союза деятелей эстрадного искусства, город Москва
- Ананьев Олег Юрьевич — артист Большого Московского государственного цирка на проспекте Вернадского
- Арканов Андрей Николаевич — артист Санкт-Петербургского государственного академического симфонического оркестра
- Бородин Эдуард Яковлевич — артист Амурской областной филармонии
- Волков Николай Васильевич — солист Курганской областной филармонии
- Горяшин Александр Иванович — артист Государственного Русского концертного оркестра Санкт-Петербурга
- Дубровин Евгений Дмитриевич — заведующий кафедрой Государственного музыкально-педагогического института имени М. М. Ипполитова-Иванова, город Москва
- Езарец Нина Михайловна — солистка, заместитель концертмейстера оркестра Воронежского государственного театра оперы и балета
- Зарянкин Олег Ефимович — режиссер-постановщик региональной общественной организации «Товарищество режиссеров», город Москва
- Копысов Николай Максимович — артист Государственного оркестра духовых инструментов Удмуртской Республики
- Корчагина Наталия Владимировна — артистка Московского театра юного зрителя
- Кочнева Ольга Анатольевна — солистка оперы Саратовского академического театра оперы и балета
- Можжевелов Юрий Борисович — артист, концертмейстер Санкт-Петербургского государственного академического симфонического оркестра
- Мордовская Людмила Владимировна — артистк Курского государственного драматического театра имени А. С. Пушкина
- Новаков Михаил Афанасьевич — артист Ставропольского академического театра драмы имени М. Ю. Лермонтова
- Одинцов Фёдор Фёдорович — артист Хабаровского краевого театра музыкальной комедии
- Терновая Елена Евгеньевна — артистка Санкт-Петербургского государственного детского музыкального театра «Зазеркалье»
- Тищенко Ирина Анатольевна — солистка, концертмейстер симфонического оркестра Государственной академической капеллы Санкт-Петербурга
- Фатеев Александр Алексеевич — солист Саратовского областного театра оперетты
- Филимонова Татьяна Петровна — солистка концертного объединения «Эстрада» государственного учреждения "Московское государственное концертное объединение «Москонцерт»
- Хатуев Халит Хаджи-Османович — солист Карачаево-Черкесской государственной филармонии
- Частиков Олег Андреевич — артист Санкт-Петербургского государственного академического симфонического оркестра
- Черкасова Татьяна Геннадьевна — солистка оперы Санкт-Петербургского государственного академического театра оперы и балета имени М. П. Мусоргского
- Чернушенко Александр Владиславович — главный дирижер симфонического оркестра Государственной академической капеллы Санкт-Петербурга
- Шебалов Валерий Иванович — солист Амурской областной филармонии
- Щукин Сергей Вадимович — художественный руководитель Саратовского муниципального театра магии и фокусов «Самокат»

## 16 сентября 2002 — Указ № 2002, 0990[9]
- Абрамов Анатолий Сергеевич — артист оркестра Московского государственного театра «Ленком»
- Лещинская Инна Владимировна — балетмейстер Московского государственного театра «Ленком»
- Садо Александр Андреевич — артист оркестра Московского государственного театра «Ленком»
- Щукина Наталья Юрьевна — артистка Московского государственного театра «Ленком»

## 30 сентября 2002 — Указ № 2002, 1098[10]
- Аллаш Мария Евгеньевна — солистка балета Государственного академического Большого театра России, город Москва
- Арзуманова Наталия Александровна — профессор кафедры Санкт-Петербургской государственной консерватории имени Н. А. Римского-Корсакова
- Аюпова Жанна Исмаиловна — солистка балета Государственного академического Мариинского театра, город Санкт-Петербург
- Баскина Елена Владимировна — концертмейстер академического симфонического оркестра Новосибирской государственной филармонии
- Боровков Виктор Дмитриевич — солист Московского государственного академического Камерного музыкального театра под художественным руководством Б. А. Покровского
- Бякова Ирина Александровна — артистка Московского драматического театра имени А. С. Пушкина
- Василенко Валентина Павловна — солистка, концертмейстер камерного оркестра «Московия» под управлением Э. Д. Грача Московской государственной академической филармонии
- Вознесенский Леонид Николаевич — концертмейстер Российского государственного симфонического оркестра, город Москва
- Волков Сергей Пантелеймонович — солист Амурской областной филармонии
- Волочкова Анастасия Юрьевна — солистка балета Государственного академического Большого театра России, город Москва
- Гассиев Николай Тенгизович — солист Государственного академического Мариинского театра, город Санкт-Петербург
- Голюнов Олег Иванович — концертмейстер академического симфонического оркестра Новосибирской государственной филармонии
- Дашевская Галина Самуиловна — артистка Государственного академического театра имени Моссовета, город Москва
- Дыхненко Галина Борисовна — концертмейстер Российского государственного симфонического оркестра, город Москва
- Каненгисер Людмила Николаевна — артистка Московского театрального комплексного центра «Страна чудес дедушки Дурова»
- Каракуза Виталий Борисович — главный дирижер Хабаровского краевого театра музыкальной комедии
- Кононенко Елена Валентиновна — солистка Московского государственного академического Камерного музыкального театра под художественным руководством Б. А. Покровского
- Корнюшин Сергей Петрович —артист Калужского государственного драматического театра
- Кулешова Нина Петровна — солистка Московской государственной академической филармонии
- Логвинец Вениамин Никандрович — артист Камчатского областного театра кукол
- Павленко Владлен Вячеславович — артист Хабаровского краевого театра музыкальной комедии
- Пекелис Александр Моисеевич — солист Московского государственного академического Камерного музыкального театра под художественным руководством Б. А. Покровского
- Радостев Анатолий Иванович — артист Коми-Пермяцкого окружного драматического театра имени М. Горького
- Рыжкина Марианна Альбертовна — солистка балета Государственного академического Большого театра России, город Москва
- Станишевский Александр Сергеевич — солист Московской областной государственной филармонии
- Султангареев Мидхат Сайфуллович — артист Российской государственной цирковой компании, город Москва
- Суржикова Екатерина Ивановна — солистка концертного объединения «Эстрада» государственного учреждения "Московское государственное концертное объединение «Москонцерт»
- Ткаченко Юрий Михайлович — дирижер Русского симфонического оркестра, город Москва
- Хлюпин Анатолий Петрович — артист Московского театрального комплексного центра «Страна чудес дедушки Дурова»
- Шалунов Геннадий Александрович — артист ансамбля «Русская песня» Московского государственного музыкального театра фольклора «Русская песня»
- Янковская Ольга Сергеевна — артистке Московского музыкально-драматического цыганского театра «Ромэн»

## 4 октября 2002 — Указ № 2002, 1126[11]
- Александрович Татьяна Степановна — артистка муниципального учреждения культуры «Драматический театр имени А. С. Пушкина» города Магнитогорска Челябинской области
- Бабич Василий Иванович — артист Красноярского академического симфонического оркестра
- Беседин Иван Иванович — солист Государственного концертно-филармонического учреждения «Петербург-концерт», город Санкт-Петербург
- Бондарь Александр Александрович — артист Российской государственной цирковой компании, город Москва
- Днепровский Михаил Анатольевич — артист Российской государственной цирковой компании, город Москва
- Золотовицкий Игорь Яковлевич — артист Московского Художественного академического театра имени А. П. Чехова
- Зубкова Ольга Евгеньевна — артистка Театра балета «Кремлевский балет» Государственного Кремлевского Дворца, город Москва
- Каледин Олег Петрович — композитор, город Москва
- Каменская Елена Георгиевна — солистка Союза концертных деятелей Российской Федерации, город Санкт-Петербург
- Ким Борис Енисеевич — артист Российской государственной цирковой компании, город Москва
- Латышев Анатолий Евгеньевич — артист Московского театра иллюзии
- Митяев Олег Григорьевич — артист общества с ограниченной ответственностью «Фамилия Энтертейнмент», город Москва
- Муминова Фарида Шамильевна — артистка муниципального учреждения культуры «Драматический театр имени А. С. Пушкина» города Магнитогорска Челябинской области
- Наливайко Лидия Петровна — артистка Самарской государственной филармонии
- Никитина Лариса Семеновна — артистка Минусинского государственного драматического театра Красноярского края
- Остринский Вячеслав Аркадьевич — артист, концертмейстер академического симфонического оркестра Волгоградского Центрального концертного зала
- Рудовая Татьяна Кузьминична — артистка Московского областного государственного Камерного театра
- Семёнов Алексей Сергеевич — солист Московской государственной академической филармонии
- Старосельцев Игорь Алексеевич — артист Московского театра «У Никитских ворот»
- Стрельбицкая Анна Олеговна — солистка Волгоградского муниципального музыкального театра
- Суетин Александр Александрович — артист Московской государственной академической филармонии
- Фроловцева Анна Васильевна — артистка кино, город Москва
- Юматов Владимир Сергеевич — артист Московского театра «У Никитских ворот»

## 28 октября 2002 — Указ № 2002, 1269[12]
- Арбуханова Умразият Юсуповна — профессор кафедры вокала Дагестанского государственного педагогического университета
- Байрашевская Лидия Робертовна — артистка Новосибирского государственного академического драматического театра «Красный факел»
- Балашов Андрей Викторович — артист оркестра Московского театра «Новая опера»
- Варнашов Иван Алексеевич — концертный исполнитель, директор детской музыкальной школы города Кстово Нижегородской области
- Васильев Андрей Вениаминович — артист, режиссер, член правления Международного союза деятелей эстрадного искусства, город Москва
- Григорьева Татьяна Александровна — артистка Санкт-Петербургского государственного молодежного театра на Фонтанке
- Григорьян Татьяна Борисовна — концертмейстер Российской академии музыки имени Гнесиных, город Москва
- Загадкин Сергей Николаевич — солист Самарской государственной филармонии
- Кособуцкая Валентина Григорьевна — солистка Санкт-Петербургского государственного театра музыкальной комедии
- Кузьмин Владимир Борисович — артист Центра солистов и исполнителей Московской областной государственной филармонии
- Мистулова Ираида Дзибокаевна — концертмейстертфедерального государственного унитарного предприятия "Северо-Осетинская государственная телевизионная и радиовещательная компания «Алания»
- Обухов Николай Алексеевич — артист квартета электронных баянов Брянской областной филармонии, преподаватель Брянского музыкального училища
- Преснякова Елена Петровна — солистка концертного объединения «Эстрада» государственного учреждения "Московское государственное концертное объединение «Москонцерт»
- Ревякин Анатолий Дмитриевич — артист квартета электронных баянов Брянской областной филармонии, преподаватель Брянского музыкального училища
- Рукавишников Сергей Викторович — солист балета Государственного академического ансамбля народного танца под руководством Игоря Моисеева, город Москва
- Слободницкий Зиновий Самуилович — руководитель квартета электронных баянов Брянской областной филармонии, преподаватель Брянского музыкального училища
- Смирнов Сергей Владимирович — артист балета Государственного казачьего ансамбля танца «Ставрополье»
- Соловьев Валерий Георгиевич — артист оркестра Государственного академического ансамбля народного танца под руководством Игоря Моисеева, город Москва
- Стяжкин Александр Владимирович — артист балета Государственного казачьего ансамбля танца «Ставрополье»
- Суркова Наталья Станиславовна — артистка Санкт-Петербургского государственного молодежного театра на Фонтанке
- Сычев Валерий Григорьевич — артист квартета электронных баянов Брянской областной филармонии, преподаватель Брянского музыкального училища
- Федотов Евгений Васильевич — доцент Санкт-Петербургской государственной консерватории имени Н. А. Римского-Корсакова

## 27 ноября 2002 — Указ № 2002, 1362[13]
- Астахов Виталий Александрович — солист камерного ансамбля «Солисты Москвы» под управлением Ю. Башмета общества с ограниченной ответственностью «Музыкант», город Москва
- Балашов Роман Геннадьевич — солист камерного ансамбля «Солисты Москвы» под управлением Ю. Башмета общества с ограниченной ответственностью «Музыкант», город Москва
- Балканский Александр Иванович — артист Новгородского академического театра драмы имени Ф. М. Достоевского
- Белодворцева Нина Андреевна — артистка Вольского драматического театра Саратовской области
- Березницкий Михаил Вячеславович — солист камерного ансамбля «Солисты Москвы» под управлением Ю. Башмета общества с ограниченной ответственностью «Музыкант», город Москва
- Вазиев Махарбек Хасанович — солист балета Государственного академического Мариинского театра, город Санкт-Петербург
- Вихарев Сергей Геннадьевич — солист балета Государственного академического Мариинского театра, город Санкт-Петербург
- Голубев Юрий Анатольевич — солист камерного ансамбля «Солисты Москвы» под управлением Ю. Башмета общества с ограниченной ответственностью «Музыкант», город Москва
- Горбунов Андрей Иванович — концертмейстер академического симфонического оркестра Волгоградского Центрального концертного зала
- Епископосян Владимир Арустамович — артист Московского театра «Буфф»
- Кабаков Николай Владимирович — артист Иркутского областного театра юного зрителя имени А. Вампилова
- Ковба Виктор Васильевич — преподаватель детской школы искусств N2 города Челябинска
- Курачев Магомедтагир Магомедсагидович — солист Дагестанского государственного театра оперы и балета
- Легкая Зинаида Александровна — концертмейстер Ассоциации лауреатов Международного конкурса имени П. И. Чайковского, город Москва
- Лунин Сергей Борисович — артист Калужского государственного драматического театра
- Лякишев Александр Дмитриевич — артист Большого Московского государственного цирка на проспекте Вернадского
- Найденов Алексей Валерьевич — солист камерного ансамбля «Солисты Москвы» под управлением Ю. Башмета общества с ограниченной ответственностью «Музыкант», город Москва
- Наумов Александр Николаевич — артист Московского государственного театра на Юго-Западе
- Пономарев Валентин Викторович — артист Самарского академического театра драмы имени М. Горького
- Пономарев Владимир Михайлович — артист балета Государственного академического Мариинского театра, город Санкт-Петербург
- Ревич Елена Александровна — солистка камерного ансамбля «Солисты Москвы» под управлением Ю. Башмета общества с ограниченной ответственностью «Музыкант», город Москва
- Рогальская Энгелина Васильевна — артистк Московского театрального комплексного центра «Страна чудес дедушки Дурова»
- Слипченко Юрий Витальевич — артист Большого Московского государственного цирка на проспекте Вернадского
- Спичка Василий Иванович — солист оперы Санкт-Петербургского государственного академического театра оперы и балета имени М. П. Мусоргского
- Третьякова Маргарита Николаевна — артистка Котласского драматического театра Архангельской области
- Турецкий Михаил Борисович — художественный руководитель государственного учреждения «Мужской камерный еврейский хор» Московской хоральной синагоги еврейской религиозной общины
- Фомин Леонид Михайлович — артист Государственного академического театра имени Моссовета, город Москва
- Хайруллина Фирдавус Хабибулловна — артистка Татарского государственного академического театра имени Галиасгара Камала, Республика Татарстан
- Шаповалов Игорь Александрович — художественный руководитель Мытищинского театра драмы и комедии «ФЭСТ», Московская область
- Якович Степан Александрович — солисту камерного ансамбля «Солисты Москвы» под управлением Ю. Башмета общества с ограниченной ответственностью «Музыкант», город Москва

## 19 декабря 2002 — Указ № 2002, 1429[14]
- Баголей Игорь Михайлович — артист Саратовского государственного академического театра драмы
- Белоброва Лариса Дмитриевна — артистка Приморского академического краевого драматического театра имени М. Горького
- Белов Олег Константинович — артист Самарского академического театра драмы имени М. Горького
- Гергалов Александр Васильевич — солист оперы Государственного академического Мариинского театра, город Санкт-Петербург
- Добрынин Николай Николаевич — артист государственного учреждения культуры города Москвы «Театр Романа Виктюка»
- Котляревский Игорь Леонидович — профессор кафедры Московской государственной консерватории имени П. И. Чайковского
- Лаптев Юрий Константинович — доцент Санкт-Петербургской государственной консерватории имени Н. А. Римского-Корсакова
- Луткова Татьяна Викторовна — доцент Дальневосточной государственной академии искусств, Приморский край
- Муратшин Риф Валиевич — музыкальный руководитель оркестра Государственного академического ансамбля народного танца имени Файзи Гаскарова Республики Башкортостан
- Овчаров Василий Иванович — артист Театра оперетты Урала, город Новоуральск Свердловской области
- Осаев Байсолтан Камилович — заместитель художественного руководителя Кумыкского государственного музыкально-драматического театра имени А.- П. Салаватова, Республика Дагестан
- Осиашвили Симон Абрамович — солист Московского концертного объединения «Эстрада» государственного учреждения "Московское государственное концертное объединение «Москонцерт»
- Погорелова Людмила Николаевна — артистка государственного учреждения культуры города Москвы «Театр Романа Виктюка»
- Скрипченко Дмитрий Аркадьевич — артист государственного учреждения культуры города Москвы «Московский драматический театр имени А. С. Пушкина»
- Славянова Людмила Юрьевна — преподаватель Академического музыкального училища при Московской государственной консерватории имени П. И. Чайковского
- Смолина Ирина Александровна — телевизионная ведущая открытого акционерного общества "Телерадиокомпания «Петербург»
- Суховерхий Виталий Дмитриевич — дирижер, художественный руководитель, директор Магаданского муниципального оркестра духовой и эстрадной музыки
- Фирсов Григорий Николаевич — артист Московского областного государственного драматического театра имени А. Н. Островского
- Цыдыпова Валентина Ешидоржиевна — солистка оперы Государственного академического Мариинского театра, город Санкт-Петербург
- Черных Маргарита Петровна — заведующая кафедрой Ростовской государственной консерватории имени С. В. Рахманинова
- Шилова Маргарита Николаевна — артистка Самарского театра юного зрителя «Самарт»